# Cinigiano
Cinigiano és un municipi italià, situat a la regió de Toscana i a la província de Grosseto. L'any 2009 tenia 2.767 habitants. Limita amb els municipis d'Arcidosso, Campagnatico, Castel del Piano, Civitella Paganico i Montalcino (SI), i es troba entre les valls d'Ombrone i Orcia. Comprèn les fraccions de Borgo Santa Rita, Castiglioncello Bandini, Monticello Amiata, Poggi del Sasso, Porrona i Sasso d'Ombrone.

## Història
Cinigiano ha crescut al voltant d'un castell medieval en el segle xii. El territori de la ciutat fou posat sota l'autoritat dels descendents de Bernardino de Cinigiano, vassall dels comtes Aldobrandeschi de la branca de Santa Fiora. El 1254 la vila i les terres del castell foren cedits a la ciutat de Siena. No obstant això, els senyors de Cinigiano continuaren exercint el poder absolut sobre la població locals, i la seva lleialtat a Siena fou equívoca, de tal manera que el 1278 els sienesos expulsaren l'últim d'ells, amb el pretext de l'acusació d'agredir un dignatari eclesial en el camí a Viterbo.
Al segle xiv el castell es va fer càrrec dels comtes de Guidi i Poppi de Battifolle. Siena va recuperar la possessió del territori en 1389 amb el pagament d'una suma important al llavors senyor Francesco di Ugone di Battifolle. El comte, però, va continuar exercint el seu poder, malgrat els acords, fins que el 1404 va ser expulsat per una revolta popular.
A mitjan segle xvi Cinigiano va passar juntament a Siena al Gran Ducat de Toscana i en 1766 Pere Leopold I de Lorena traslladar el municipi de la província de Siena a la de Grosseto, cosa que es mantindrà fins i tot després de l'annexió al Regne d'Itàlia el 1859.

## Administració
| Període | Identitat                 | Partit        |
| ------- | ------------------------- | ------------- |
| 2009-   | Silvana Totti in Galluzzi | Llista Cívica |

## Galeria d'imatges

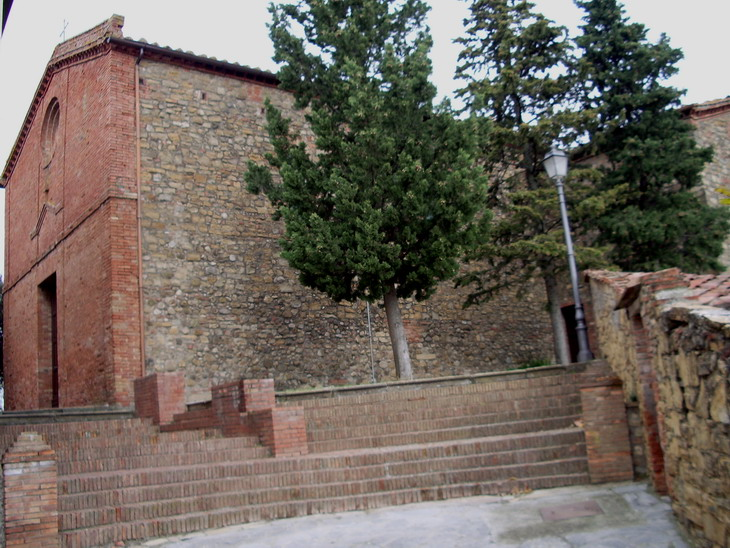
Església de San Michele Arcangelo
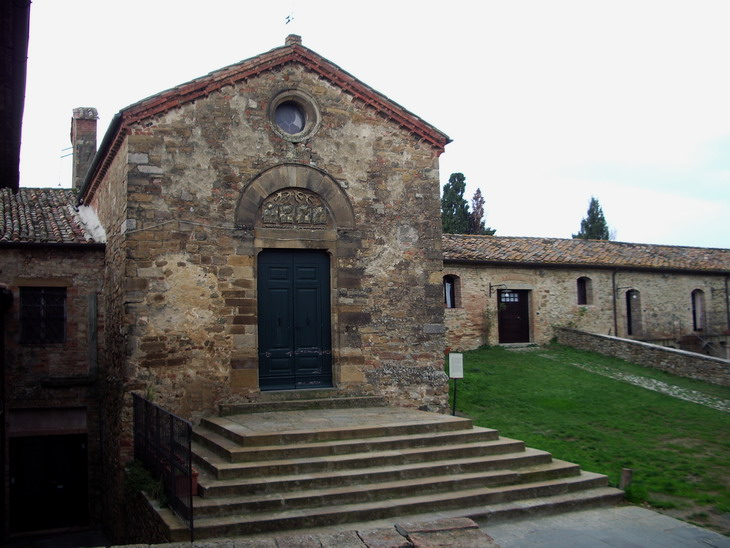
La pieve de San Donato a Porrona
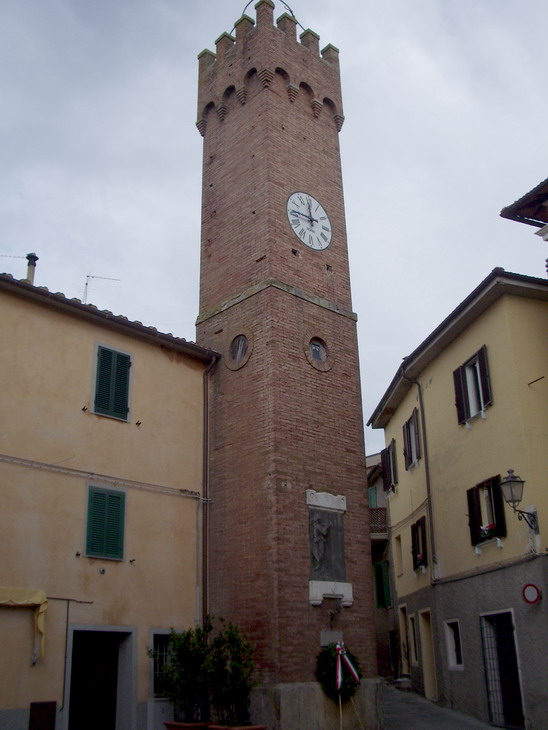
Torre del Rellotge
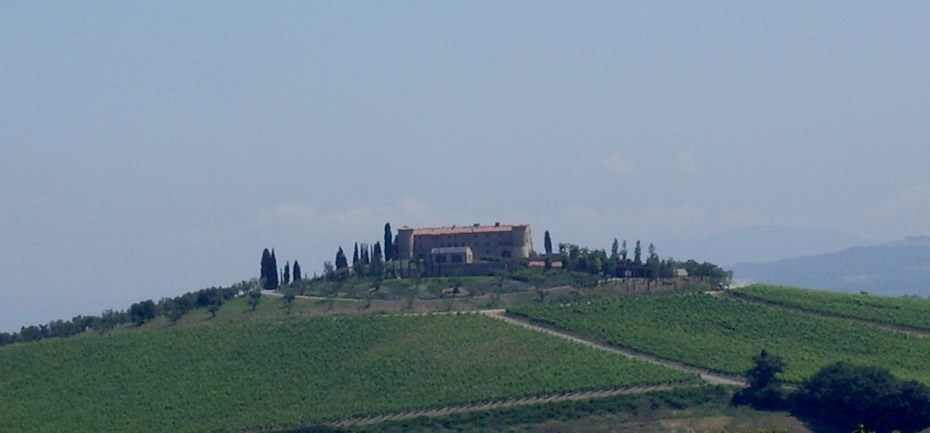
Castell de Colle Masari